# Blåviks distrikt
Blåviks distrikt är ett distrikt i Boxholms kommun och Östergötlands län. 
Distriktet ligger söder om Boxholm. 

## Tidigare administrativ tillhörighet
Distriktet inrättades 2016 och utgörs av socknen Blåvik i Boxholms kommun.
Området motsvarar den omfattning Blåviks församling hade vid årsskiftet 1999/2000.